# Монастир Святої Марії (Стародавній Київ)
Монастир Святої Марії — католицький монастир у Києві, заснований ірландськими місіонерами наприкінці XII — на початку XIII століття. У період з 1222 по 1233 заселений польськими домініканцями. Існував до розорення Києва військами Батия у 1240 році. При монастирі також існувала церква Святої Марії.

## Історія

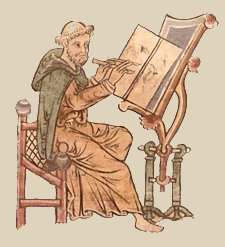
Ірландський монах переписує книгу

Церква св. Якова у Регенсбурзі, дах якої, згідно з житієм св. Маріана, був зроблений на пожертви київської верхівки

У період раннього середньовіччя місіонери із Ірландії, відомі як скоти, вели активну діяльність на теренах континентальної Європи, заснувавши велику кількість монастирів, зокрема у Німеччині. У XI столітті св. Маріан Ірландець заснував у Регенсбурзі бенедиктинський монастир, названий пізніше на честь св. Якова. Цей монастир своєю чергою згодом заснував доволі велику групу інших монастирів. Водночас ще з IX століття, Регенсбург був зв'язаний з Києвом важливим торговим шляхом. У житії св. Маріана Ірландця, створеному у 1180-х роках, наведено свідоцтво про монаха регенсбурзької обителі скота Маврикія, якій здійснив мандрівку у Київ, де був прийнятий «королем Русі» і отримав від нього та київських вельмож у пожертву хутра на 100 марок, після чого вернувся у Регенсбург з купецьким караваном. Продаж хутра дозволив братії завершити добудову монастиря та зробити дах собору. На основі цього повідомлення, польський дослідник Владислав Абрагам вважав, що духовні потреби західних купців і інших католиків, котрі мешкали у Києві, задовольняли саме ірландські монахи. Візит Маврикія зокрема мав на меті якусь ревізію й свідчив про активні зв'язки київського монастиря з заходом.
Документальне підтвердження існування ірландського монастиря у Києві знаходиться у листі абата віденського собору св. Марії, датованому 4 січням 1242 року. Цей собор і монастир при ньому, був одним з заснованих регенсбурзькою обителлю св. Якова. Лист являє собою подорожню видану двом монахам-втікачам із монастиря св. Марії на Русі у зв'язку з монгольським вторгненням. Етнічна приналежність монахів не названа, але виходячи з того, що кінцевим пунктом їх шляху вказана Ірландія (Гібернія), робіться висновок, що вони були ірландцями. Місто, де був розташований монастир у листі також не названо, але дослідники згодні з тим, що ним повинен бути Київ. Київський монастир знаходився у підпорядкуванні віденського собору св. Марії й можливо ним же був заснований. Позаяк віденський собор збудували близько 1160 року, то й київський монастир повинен був постати десь після цієї дати, на думку Абрагама — невдовзі.
1222 року у Київ прибула польська домініканська місія св. Яцека Одровонжа, який прийняв під свою руку монастир св. Марії — згідно з Абрагамом, це був той самий вищезгаданий ірландський монастир, з чим погоджується Стороженко. св. Яцек залишив керувати у Києві брата Година, після чого вирушив до Кракова через Гданськ. Проповіді домініканців з часом викликали занепокоєння влади, і в 1233 році, згідно з хронікою Длугоша, київський князь Володимир Рюрикович вигнав їх з міста, заборонивши повертатися. Після цієї події монастир св. Марії за припущенням Абрагама, з яким погоджується і Стороженко, повернувся під управління скотів.

## Церква Святої Марії
При монастирі існувала церква св. Марії (лат. ecclesia S. Mariae), згадана у тій частині хроніки Длугоша, що змальовує вигнання домініканців з Києва. Абрагам вважає, що вона вже існувала на момент прибуття у Київ св. Яцека, тобто була збудована ще скотами. Цьому заперечує Стороженко, який вказує, що у житії св. Яцека повідомляється тільки про монастир, конвент (conventum recepit) і нема згадки про церкву (ecclesia). Таким чином він робить висновок, про те, що церква була збудована вже місією домініканців, невдовзі після їх прибуття у Київ, на думку Стороженко вона була дерев'яною. Абрагам же у своїй думці посилався на повідомлення житія св. Яцека та хроніку Длугоша, у яких було вказано, що домініканці заклали монастир (кляштор) «при» церкві св. Марії.
В. Пуцко, ігноруючи думку Стороженко, вважає що церква була все ж таки збудована скотами, десь на початку XIII століття. З нею він ототожнює відомі з кінця XIX століття залишки кам'яної ротонди біля будинку по вулиці Володимирської, 3 (садиба Трубецьких). За думкою П. Толочко і Я. Боровського, які досліджували споруду у 1975—1977 роках, вона була збудована у межах від кінця XII століття, до першої половини XIII століття, і була князівською залою для нарад. Одночасно належність ротонди до культових споруд підтримали Г. Альфорова і В. Харламов, С. Висоцький, О. Іоаннісян, Ю. Диба, схилявся до такого трактування і Ю. Асєєв, хоча і не відкидав при цьому можливості її світського характеру. Пуцко, проаналізувавши кам'яний рельєф з зображенням Богородиці з немовлям, що походив з розкопок Десятинної церкви, вказав на те, що з одного боку фігурний рельєф мав дуже обмежене використання у Київській Русі — особливо у X столітті (час спорудження Десятинної церкви), а з іншого, що цей рельєф має паралелі з мистецтвом Західної Європи кінця XII — початку XIII століття. З цього він робить висновок, що рельєф спочатку знаходився у збудованій скотами ротонді, а згодом, коли вона була вже зруйнована, рельєф був знайдений і використаний при відтворенні Десятинної церкви під керівництвом Петра Могили. За думкою Пуцко, на скотів додатково вказують також пов'язані з рельєфом залишки кам'яного фризу з грецькими літерами — цей фриз також був використаний у декорі Десятинної церкви Могили. Епіграфіка літер вказує на межу XII і XIII століть, напис не прочитується, але зберігся фрагмент ώμέ (оме), що може бути частиною слова ώμεγα (омега). В такому випадку напис міг бути відомою цитатою з Об'явлення св. Івана: «Я Альфа й Омега, говорить Господь, Бог, Той, Хто є, і Хто був, і Хто має прийти, Вседержитель!» (Об. 1:8). Пуцко зауважує використання цієї цитати в оформленні деяких пам'ятників Західної Європи, та одночасну невідомість її на пам'ятниках Візантії. Таким чином, за його думкою, напис, як і рельєф, теж має західне походження, а саме на скотів вказує використання грецької мови — ірландські монахи були відомі своїм знанням грецької. Церква св. Марії за Стороженком була спалена при навалі Батия, Пуцко ж констатує, що нам не відомо, за яких обставин вона була зруйнована.

## Розташування
Питання місця де знаходились монастир та церква св. Марії досить суперечливо висвітлено у джерелах і дослідженнях. М. Груневег (1584) і ряд інших письменників розміщали церкву на Оболоні, П. Розвидовський (1634—1664) вважав що домініканський монастир був на Подолі понад Дніпром, Закревський же, посилаючись на анонімних дослідників, розміщав костел і монастир біля Петропавлівської церкви, навпроти Флорівського монастиря. Стороженко локалізував церкву біля Лядських воріт у районі Софійської вулиці (біля сучасного Майдану Незалежності). Пуцко, ототожнюючи церкву св. Марії з Київською ротондою, тим самим розмістив її біля будинку № 3 по Володимирській вулиці (садиба Трубецьких). А. Реутов вважає, що костел знаходився біля будинку № 11 по Борисоглібській вулиці на Подолі, на тому місці, де пізніше була збудована православна церква Бориса і Гліба. Свою думку він аргументує тим, що це єдине місце у Києві, де археологами була знайдено тесане каміння від споруди кінця XII — початку XIII століття, саме таке каміння від «костьолу Вознесіння Марії» згадане у скарзі 1600 року біскупа Казимирського.

## Першоджерела
- Розповідь про подорож монаха ірландського бенедиктинського монастиря у Регенсбурзі, Маврикія, до Києва (фрагмент з «Житія св. Маріана Ірландця», 1180-е роки)[ком. 1]:

|  | Тоді один з братів цієї обителі, муж діяльний та вельми розумний у практичних справах, ім'ям Маврикій, у супроводі лише хлопчика, по бездоріжжю світу ведений милосердям Святого Духа, прибув до короля Русі (лат. rex Russiae), отримав від цього короля і від вельмож (principes) найбагатішого міста Києва (Chios) на сто марок дорогоцінного хутра і, навантаживши їх на візки, благополучно добрався з купцями до Регенсбурга (Ratisbona). На кошти від [продажу] цього [хутра] були закінчені будівлі монастиря і зроблений дах собору. |

- Лист абата монастиря св. Марії у Відні від 4 січня 1242 року[ком. 2]:

|  | До священнослужителів і усіх вірних святої матері Церкви, які побачать або почують це послання, [звертаються ] Ф., смиренний аббат монастиря Святої Марії, і усе місцеве братство ордену Святого Бенедикта, що знаходиться в Угорщині. Хай пошле вам Дух Святий розраду, спасіння, яке приніс вам Святий Бенедикт, і вічну славу. Подавців цього братів-священнослужителів Б. і Й., монахів храму нашого, яких ми посилаємо із монастиря Святої Марії в Русції в Гібернію задля перебування там, ми ввіряємо вашій милості. І це ми вимушені зробити із-за неочікуваної навали татар, про яких говорять, що вони ізмаїльтяни, о горе! ... |